# Mariama Touré
Mariama Touré née le 10 novembre 2003, est une nageuse guinéenne.

## Parcours professionnel
Mariama a participé au 100 mètres brasse dames aux Jeux olympiques d'été de 2020 à Tokyo,.